# Emissió secundària
En física l'emissió secundària  és un fenomen d'emissió d'electrons en el que les partícules primàries amb prou energia, en xocar amb una superfície o passar a través d'algun material, indueixen l'emissió de partícules secundàries. L'efecte de l'emissió secundària pot ser molt més important que el de la primària atès que el nombre d'electrons secundaris pot superar el de partícules primàries.
L'emissió d'aquest tipus consta de tres etapes: 
- Primer.- L'excitació dels electrons en l'estat sòlid a un nivell d'energia més alt
- Segon.- El transport d'electrons excitats a la frontera sòlid-buit,
- Tercer.- L'emissió d'electrons.

L'emissió secundària es produeix normalment en les vàlvules de buit, i sovint és indesitjable, havent de prendre's mesures per suprimir-la (reixa supressora), però de vegades les seves propietats s'utilitzen en la pràctica per generar algun benefici lateral.
El fenomen d'emissió secundària s'utilitza, entre altres casos, en major o menor grau, en la polvorització catòdica o en els tubs fotomultiplicadors.